# Te o Tsunagō / Ai o Utaō
Te o Tsunagō / Ai o Utaō (手をつなごう／愛を歌おう) là đĩa đơn thứ 8 của Ayaka. Đĩa đơn được ra mắt vào ngày 5 tháng 3 năm 2008.

## Tổng quan
Te o Tsunagō đã được dùng làm bài hát chủ đề cho bộ phim năm 2008 Nobita và người khổng lồ xanh. Ai o Utaō được chọn làm nhạc quảng cáo cho BEAUTÉ de KOSÉ's "ESPRIQUE PRECIOUS" được bán vào tháng hai năm 2007.

## Các ca khúc
1. "Te o Tsunagō" (手をつなごう Hãy nắm tay nhau.?)
2. "Ai o Utaō" (愛を歌おう Hãy hát về tình yêu.?)
3. "Mikazuki" (三日月 Trăng lưỡi liềm.?) <2007/12/20 日本武道館 Phiên bản thu âm trực tiếp.>
4. "Te o Tsunagō" (手をつなごう?) (nhạc khí)
5. "Ai o Utaō" (愛を歌おう?) (nhạc khí)